# Józef Rączka
Józef Rączka (ur. 17 stycznia 1897 w Porąbce, zm. 14 lutego 1932 w Krakowie) – starszy sierżant pilot Wojska Polskiego, uczestnik wojny polsko-bolszewickiej, kawaler Orderu Virtuti Militari. 

## Życiorys
Syn Wojciecha i Anny z domu Dumatówny. Po wybuchu I wojny światowej został powołany do austro-węgierskiej marynarki,  gdzie służył jako pilot hydroplanu.
Wstąpił do odrodzonego Wojska Polskiego, 10 sierpnia 1920 roku otrzymał przydział do 6 eskadry wywiadowczej. Podczas swej służby odznaczył się wielokrotnie odwagą, szczególnie w okresie 16-20 sierpnia. Atakował z niskiego pułapu oddziały Armii Czerwonej, umożliwiał też obserwatorowi wykonanie skutecznych ataków z użyciem bomb i karabinów maszynowych. W ciągu pierwszych dziesięciu dni sierpnia, w załodze z por. Stefanem Tarasiewiczem, wykonał sześć lotów bojowych, w sierpniu wykonał łącznie 20 lotów bojowych. 16 sierpnia, w załodze z ppor. obs. Bronisławem Fabianem, przeprowadził rozpoznanie podczas którego ustalił kierunki natarcia 1. Armii Konnej Siemiona Budionnego.
Po zakończeniu działań wojennych pozostał w Wojsku Polskim. Służył w 6. ew, a po jej przeformowaniu, w 21. eskadrze liniowej w Krakowie. Zmarł tam 14 lutego 1932 roku.

## Ordery i odznaczenia
Za swą służbę w polskim lotnictwie otrzymał odznaczenia:
- Krzyż Srebrny Orderu Wojskowego Virtuti Militari nr 516 – 8 kwietnia 1921[8][9],
- Krzyż Walecznych,
- Brązowy Krzyż Zasługi,
- Polowa Odznaka Pilota nr 70.